# Todd Carney
Pour les articles homonymes, voir Carney.

a Compétitions nationales et continentales officielles uniquement.

b Matchs officiels uniquement.
Todd Carney, né le 2 juin 1986 à Goulburn, est un joueur de rugby à XIII australien évoluant au poste d'arrière ou de demi d'ouverture dans les années 2000 & 2010. Sa carrière sportive suscite aussi bien l'enthousiasme pour ses qualités de joueur que les polémiques autour de son attitude en dehors du terrain. Exclu de trois clubs de National Rugby League (Raiders de Canberra, Roosters de Sydney et Sharks de Cronulla-Sutherland) pour des raisons extra-sportives liées à la consommation d'alcool, Carney a toutefois remporté le titre de meilleur joueur du monde et meilleur joueur de la NRL en 2010 sous les couleurs des Roosters de Sydney. Il compte également une sélection en équipe d'Australie et a disputé le State of Origin et le City vs Country Origin. Après sa troisième exclusion en NRL en 2014, il quitte l'hémisphère sud et rejoint à compter de la saison 2015 la franchise française les Dragons Catalans en Super League pour relancer sa carrière à l'instar d'un Greg Bird auparavant

## Biographie

### Enfance
Todd Carney est né à Goulburn en Nouvelle-Galles du Sud, ses parents se prénomment Daryl et Leanne Carney, il a deux sœurs Krysten et Melinda. Après avoir joué au rugby à XIII à Goulburn, il est recruté par l'académie des Raiders de Canberra à l'âge de douze ans dans les catégories jeunes.

### 2004: débuts en National Rugby League aux Raiders de Canberra
Todd Carney fait ses débuts en National Rugby League lors de la saison 2004 à seulement dix-sept ans. Il est nommé lors de sa première saison en tant que meilleur débutant de son équipe. De quatre matchs de NRL en 2004, il en dispute onze en 2005 au poste de demi de mêlée en alternance avec Lincoln Withers. Lors de la saison 2006, il devient titulaire aux Raiders de Canberra et alterne le poste de demi de mêlée et de demi d'ouverture, il y inscrit douze essais (meilleur marqueur d'essais de son équipe avec Adam Mogg) et dispute pour la première la phase finale de la NRL, Canberra est éliminé par les Bulldogs de Canterbury-Bankstown d'Hazem El Masri. Au cours de cette saison 2006, il est reconnu pour être l'un des spécialistes du 40-20. Il est sélectionné en fin d'année en équipe d'Australie junior où il y est nommé capitaine. Toutefois, le 16 décembre 2006, il connaît son premier ennui avec l'alcool, il est suspendu de conduire durant cinq ans pour conduite en état d'ivresse.
Lors de la saison 2007, il inscrit douze essais en dix-sept matchs au poste de demi de mêlée, mais Carney connaît en mai 2007 un nouvel incident lié à une conduite d'un véhicule et délit de fuite. Il échappe à la prison mais doit effectuer 200 heures de travaux généraux assorties d'une confirmation d'interdiction de conduire jusqu'en 2012. Canberra conserve sa confiance au joueur malgré ses déboires extra-sportives.
Avant que la saison 2008 ne débute, il prolonge son contrat à Canberra malgré des offres de Manly et de Penrith. Cette saison est marquée par un nouvel incident, Carney ayant uriné sur une personne en boite de nuit. Cette fois-ci, le club décide de proposer un ultimatum à Carney, à savoir une interdiction d'alcool jusqu'en 2012, une amende de 20000 dollars australiens, de suivre un programme communautaire, de rester à l'écart du club jusqu'à la fin de la saison en cours et d'avoir un suivi. Carney refuse ce qui amène Canberra à rompre son contrat de 400000 dollars australiens annuels. Carney est radié par la même occasion de la National Rugby League jusqu'en 2010. Carney tente alors sa chance en Super League en rejoignant les Giants d'Huddersfield, mais le Royaume-Uni refuse de lui accorder un visa en raison de ses démêlés avec la justice australienne.

### 2010: Todd Carney au sommet avec les Roosters de Sydney

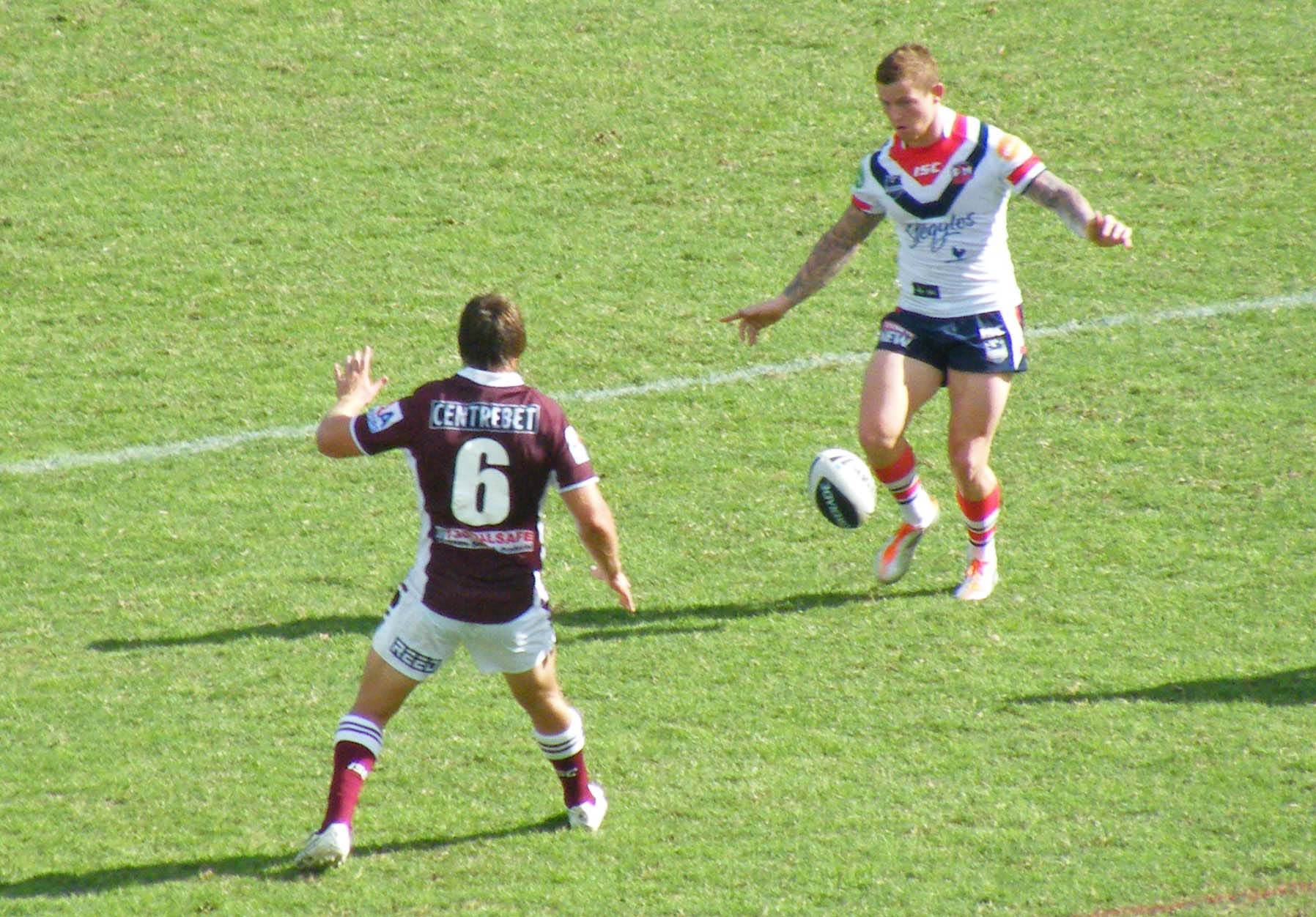
Todd Carney sous les couleurs des Roosters de Sydney en 2011.

Après son exclusion d'une année en NRL, les Roosters de Sydney lui propose un contrat pour la saison 2010. Titulaire toute la saison, il y devient également le botteur. En vingt-huit matchs, il inscrit 255 points dont seize essais, et dispute la finale de la NRL avec les Roosters. Cette année est une résurrection puisqu'en fin d'année, il est sélectionné en équipe d'Australie pour disputer le Tournoi des Quatre Nations (perdue en finale contre la Nouvelle-Zélande). Il est élu meilleur joueur de la National Rugby League ainsi que meilleur joueur du monde (succédant à Jarryd Hayne).
Malgré de bonnes performances sur le terrain, Carney continue ses incidents sur fonds d'alcool tout au long de l'année 2011. Après trois incidents, les Roosters mettent fin à son contrat. Cherchant un nouveau club, Carney se tourne en Angleterre mais aucun visa ne lui est délivré, puis vers les Dragons Catalans et les Cowboys du North-Queensland avant que ces deux derniers retirent leurs offres. Finalement, ce sont les Sharks de Cronulla-Sutherland qui lui proposent deux années de contrat.

### 2012: Arrivée aux Sharks de Cronulla-Sutherland
Ses saisons 2012 et 2013 sont de bonnes factures sur le terrain, et discret en dehors des terrains. Cronulla décide donc de le prolonger de cinq années supplémentaires à partir de 2013. Toutefois, en juin 2014, une photo le montrant en train de s'uriner dans la bouche amène les Sharks de Cronulla-Sutherland de rompre son contrat avec effet immédiat. Ce nouvel incident provoque la décision de l'exclure de la NRL une nouvelle fois. Deux mois plus tard, les Dragons Catalans en Super League annonce son recrutement à compter de la saison 2015.

### 2015: Todd Carney débarque chez les Dragons Catalans
En raison de sa suspension par la National Rugby League et de son renvoi par les Sharks de Cronulla, Todd Carney se tourne vers la Super League (le pendant européen de la NRL). Plusieurs clubs prennent position, à savoir les Anglais des Wolves de Warrington et Hull KR ainsi que la franchise française les Dragons Catalans. Finalement, ce sont ces derniers qui parviennent à convaincre Carney, alors âgé de 28 ans, de les rejoindre avec un contrat de trois ans et un capitanat,. Son arrivée coïncide avec les dix ans du club catalan au grand plaisir de son président Bernard Guasch lequel déclare « Je souhaitais annoncer à nos supporters la venue d’une star internationale pour les 10 ans des Dragons en Super League et l’arrivée de Todd Carney est une immense nouvelle pour le club ».
Il prend part lors sa première saison à quinze matchs de Super League seulement en raison de nombreuses blessures (déchirure du muscle pectoral et élongation sur l'ischio-jambier) l'ayant éloigné des terrains. Malgré cela, certains clubs de NRL renouent contact avec lui en fin d'année, mais Todd Carney, déçu de sa saison, réaffirme sa volonté de rester aux Dragons Catalans en paraphant un nouveau contrat de trois ans jusqu'en fin 2018.

## Palmarès
- Collectif :
  - Finaliste du Tournoi des Quatre Nations : 2010 (Australie).
  - Finaliste de la National Rugby League : 2010 (Roosters de Sydney).

- Individuel :
  - Élu meilleur joueur du monde : 2010 (Roosters de Sydney & Australie).
  - Élu meilleur demi d'ouverture du monde : 2010 (Roosters de Sydney & Australie).
  - Élu meilleur joueur de la National Rugby League : 2010 (Roosters de Sydney).
  - Élu meilleur demi d'ouverture de la National Rugby League : 2010 (Roosters de Sydney) & 2013 (Sharks de Cronulla-Sutherland).

## Détails

### En équipe nationale
Todd Carney n'a jamais pris part à une Coupe du monde, l'unique compétition pour laquelle il a été retenu est le Tournoi des Quatre Nations 2010 où l'Australie y est finaliste, battue en finale par la Nouvelle-Zélande. Au poste de demi d'ouverture, Carney n'a disputé qu'une seule des quatre rencontres de ce tournoi (Darren Lockyer ayant la préférence du sélectionneur Tim Sheens), un match de phase de poule remporté 34-20 contre la Nouvelle-Zélande.
| Année | Compétition    | Rang      | Résultats Australie | Résultats T. Carney | Matchs T. Carney |
| ----- | -------------- | --------- | ------------------- | ------------------- | ---------------- |
| 2010  | Quatre Nations | Finaliste | 3 v, 0 n, 1 d       | 1 v, 0 n, 0 d       | 1/4              |

### En sélection représentatives
Todd Carney a disputé au cours de sa carrière trois City vs Country Origin (du côté du Country), tous au poste de demi d'ouverture pour un bilan d'une victoire (2010), d'un nul (2008) et d'une défaite (2012). Il a également disputé son unique State of Origin en 2012 avec la Nouvelle-Galles du Sud en charnière avec Mitchell Pearce, il joue les trois matchs titulaires mais la série est remportée par le Queensland.
| Année | Compétition            | Rang      | Résultats Sélection | Résultats T. Carney | Matchs T. Carney |
| ----- | ---------------------- | --------- | ------------------- | ------------------- | ---------------- |
| 2008  | City vs Country Origin | Vainqueur | 0 v, 1 n, 0 d       | 0 v, 1 n, 0 d       | 1/1              |
| 2010  | City vs Country Origin | Match nul | 1 v, 0 n, 0 d       | 1 v, 0 n, 0 d       | 1/1              |
| 2012  | City vs Country Origin | Perdant   | 0 v, 0 n, 1 d       | 0 v, 0 n, 1 d       | 1/1              |
| 2012  | State of Origin        | Perdant   | 1 v, 0 n, 2 d       | 1 v, 0 n, 2 d       | 3/3              |

### En club
Todd Carney a connu quatre clubs dans sa carrière, les trois premiers en National Rugby League, après des débuts aux Raiders de Canberra, il rejoint ensuite les Roosters de Sydney puis les Sharks de Cronulla-Sutherland. En 2015, après avoir été licencié de chacun de ses clubs pour raisons extra-sportives, il décide de rejoindre les Dragons Catalans et y disputer la Super League.
| Saison | Club                       | Compétition           | Matchs   | Points   | Essais   | Buts     | Drop     |
| ------ | -------------------------- | --------------------- | -------- | -------- | -------- | -------- | -------- |
| 2004   | Canberra Raiders           | National Rugby League | 4        | -        | -        | -        | -        |
| 2005   | Canberra Raiders           | National Rugby League | 11       | 4        | 1        | -        | -        |
| 2006   | Canberra Raiders           | National Rugby League | 22       | 63       | 1        | 6        | 3        |
| 2007   | Canberra Raiders           | National Rugby League | 17       | 85       | 12       | 18       | 1        |
| 2008   | Canberra Raiders           | National Rugby League | 17       | 110      | 4        | 46       | 2        |
| 2009   | Suspendu                   | Suspendu              | Suspendu | Suspendu | Suspendu | Suspendu | Suspendu |
| 2010   | Sydney Roosters            | National Rugby League | 28       | 255      | 16       | 95       | 1        |
| 2011   | Sydney Roosters            | National Rugby League | 16       | 61       | 6        | 18       | 1        |
| 2012   | Cronulla-Sutherland Sharks | National Rugby League | 21       | 141      | 4        | 61       | 3        |
| 2013   | Cronulla-Sutherland Sharks | National Rugby League | 21       | 99       | 2        | 45       | 1        |
| 2014   | Cronulla-Sutherland Sharks | National Rugby League | 9        | 9        | 2        | 0        | 1        |
| 2015   | Dragons Catalans           | Super League          | 12       | 20       | 5        | -        | -        |
| 2016   | Dragons Catalans           | Super League          | 20       | -        | -        | 4        | -        |
| Total  | Total                      | Total                 | 181      | 847      | 52       | 289      | 13       |